# Pago del Vallo di Lauro
Pago del Vallo di Lauro (Pàv in campano) è un comune italiano di 1 685 abitanti della provincia di Avellino in Campania.

## Società

### Evoluzione demografica
Abitanti censiti

## Amministrazione
Il comune fa parte dell'Unione dei comuni Antico Clanis.